# Takashi Nishiyama
Takashi Nishiyama (西山隆志), parfois surnommé Piston Takashi, Nishiyama, ou T. Nishiyama, est un concepteur, réalisateur et producteur japonais de jeux vidéo qui a travaillé pour Irem, Capcom et SNK, avant de fonder sa propre société, Dimps. Il a commencé sa carrière chez Irem, où il a développé des jeux d'arcade comme Moon Patrol en 1982 et le Kung-Fu Master en 1984. Chez Capcom, il crée la franchise de jeu de combat Street Fighter en 1987. Il travaille ensuite chez SNK, où il crée la série Fatal Fury, et travaille sur Art of Fighting et The King of Fighters, ainsi que sur la série de run and gun Metal Slug,,,.

## Ludographie
- Moon Patrol 1982 (concepteur)
- Kung-Fu Master 1984 (concepteur)
- Section Z 1985 (concepteur)
- Trojan 1986 (concepteur)
- Legendary Wings 1986 (réalisateur)
- Avengers 1987 (réalisateur)
- Street Fighter 1987 (réalisateur)
- Led Storm 1988
- Last Duel: Inter Planet War 2012 1988 (réalisateur)
- Ghost Pilots 1991 (producteur exclusif)
- Fatal Fury: King of Fighters 1991 (réalisateur)
- Mutation Nation 1992
- The King of Fighters '94 1994 (producteur)
- Fatal Fury 3: Road to the Final Victory 1995 (producteur)
- Real Bout Fatal Fury 1995 (producteur)
- Real Bout Fatal Fury Special 1997 (producteur)
- The King of Fighters '97 1997 (producteur)
- The King of Fighters '98: The Slugfest 1998 (producteur)
- Samurai Shodown: Warriors Rage 1999 (producteur exclusif)
- The King of Fighters '99: Millennium Battle 1999 (producteur)
- Metal Slug X 1999 (producteur)
- Star Ocean: Till the End of Time (2003) (concepteur)
- Street Fighter IV (2008) (producteur exclusif)

## Série d'animation
- Fatal Fury: Legend of the Hungry Wolf (en) 1992 (producteur)